# Cantone di Saint-Martin-d'Hères-Sud
Il Cantone di Saint-Martin-d'Hères-Sud era una divisione amministrativa dell'Arrondissement di Grenoble.
A seguito della riforma approvata con decreto del 18 febbraio 2014, che ha avuto attuazione dopo le elezioni dipartimentali del 2015, è stato soppresso.

## Composizione
Comprendeva parte della città di Saint-Martin-d'Hères.